# Vilém Tierhier
Vilém Tierhier (2. června 1843 Praha — 26. ledna 1908 tamtéž), uváděný i s příjmením Thierhier, byl český architekt a staročeský politik. Roku 1876 převzal ve prospěch skupiny kolem F. L. Riegra vlastnictví stranického deníku Politik, který do té doby patřil zadluženému šéfredaktoru J. S. Skrejšovskému. V noci na 18. ledna 1878 byl vážně zraněn během potyčky se Skrejšovským ohledně politického směřování listu; jeho úraz se stal prvořadou událostí, která odkryla rozpory ve staročeské straně a ukončila Skrejšovského veřejné působení v Čechách. Vybudoval několik domů v Praze (např. Václavské náměstí 777/12, U obecního dvora 801/6) a vilu na Křivoklátě. V letech 1877-78 zasedal ve sboru obecních starších města Prahy a v městské radě.

## Život

### Studium a první veřejné působení
Narodil se 2. června 1843 na Starém Městě v Praze jako syn truhláře. Vystudoval reálku a techniku v Praze. Poté odešel do Vídně, kde absolvoval akademii a nastoupil do zaměstnání u architekta Ferstla. Spolupracoval s ním například na stavbě votivního chrámu a univerzitní chemické laboratoře. Absolvoval také studijní cestu do Francie, Itálie a Dalmácie.
Po návratu do Prahy se zapojil do veřejného života. Roku 1872 vstoupil do Spolku architektů a inženýrů. Na podzim 1877 kandidoval a byl zvolen do obecního zastupitelstva v Praze za Nové Město. Byl rovněž členem městské rady, kde pracoval například ve vodárenské komisi a jako poradce v technické komisi. Z funkce radního odstoupil v prosinci 1878. Vedle toho byl uváděn jako člen sboru pro zřízení Národního divadla.

### Spor se Skrejšovským a zranění
Ve staročeské straně propukly po smrti Františka Palackého († 26. května 1876) spory o nástupnictví a další politické směřování. Do popředí se dostali dva ambiciózní politici — František Ladislav Rieger a Jan Stanislav Skrejšovský. Rieger, Palackého zeť, byl dobrý řečník, velmi společenský a populární. Skrejšovský byl povahou spíše samotář, neměl mnoho blízkých přátel, ale byl výborný organizátor a obratný novinář, který si prostřednictvím svých kontaktů dokázal zajistit přístup k důležitým informacím a jehož články v německojazyčném deníku Politik ostře a cíleně prosazoval české zájmy proti vídeňské vládě. Rieger propůjčil straně svou výmluvnost, Skrejšovský pero. Jeho články směřovaly „nahoru“ — k vídeňským politikům, společenským elitám a cizím představitelům. Byl odvážný, dodával straně dynamiku. S Riegrem se ale lišili i politickými názory. Rieger, v souladu s Havlíčkem a Palackým, odmítali bližší spolupráci s Ruskem a obávali se, že by se české země mohly v tomto velkém státě rozplynout. Skrejšovský naopak prosazoval úzkou spolupráci Slovanů proti rakouské vládě. Rieger chtěl ukončit pasivní resistenci a vstoupit s českými poslanci do Říšské rady, Skrejšovský ale nebyl ochoten nabízet ústupky. Skrejšovský byl také známý svou panovačností — nesnesl odpor, vždycky se snažil prosadit svou vůli, komandoval ostatní. Pro další průběh událostí bylo ale rozhodující, že nezvládal svoje finance. S vypůjčenými penězi nakládal jako se svými, vedl přepychovou domácnost, kupoval na dluh velkostatky a příliš se nestaral o splácení.
Na konci roku 1876 dosáhly Skrejšovského dluhy takové výše, že ohrožovaly provoz staročeského vydavatelství. Uzavřel proto obchodní transakci, podle níž se dům čp. 901-II (dnes Jindřišská 901/5, Praha 1) s tiskárnou a vydavatelstvím stal vlastnictvím Viléma Tierhiera výměnou za splacení dluhů na nich váznoucích. Skrejšovskému zůstalo právo obývat svůj dosavadní byt ve druhém patře. Zůstal rovněž šéfredaktorem deníku Politik, měl ho ovšem vést v souladu s linií staročeské strany. Po dobu šesti let měl navíc právo žádat o zpětný prodej. Tierhier přitom jednal jménem neformálního „družstva“, které sdružovalo vrcholné staročeské politiky kolem F. L. Riegra.
Mezi Skrejšovským a Riegrovou skupinou, která ovládala časopis Pokrok, došlo brzy ke sporům. V lednu 1878 vyšlo v deníku Politik několik článků, které útočily na Riegra. Večer 17. ledna 1878 se několik staročeských funkcionářů (František Ladislav Rieger, Emilián Skramlík, Antonín Otakar Zeithammer, Vilém Tierhier, Jindřich Šolc, stavitel Josef Kandert, František Věnceslav Jeřábek, Zdeněk Strobach a dr. Sedláček) sešlo ve vinárně J. Meiningra v Železné ulici, aby se dohodli na dalším postupu, jak zabránit v otiskování dalších podobných polemik. Po poradě odešel kolem půlnoci Tierhier v doprovodu J. Šolce do sídla listu (v témže domě také bydlel). Vyšel do 1. patra, kde si od hlavního sazeče Hrazánka nechal předložit Skrejšovského článek Unbefugte Sittenrichter (česky Nepovolaní mravokárci). Po přečtení došel k závěru, že takový text nesmí vyjít a z titulu majitele tiskárny i listu jeho vydání zakázal a rozmetal již hotovou sazbu. Tierhier celkově dělal dojem velmi rozzlobeného, možná opilého. Sazeč Hrazánek to běžel oznámit do druhého patra Skrejšovskému. Ten chtěl nejprve poslat pro ředitele tiskárny Nagla, ale v poslední chvíli si to rozmyslel a rozhodl se postavit Tierhierovi sám. Na schodišti mezi prvním a druhým patrem mezi nimi došlo k ostré výměně názorů. Přesný průběh událostí se nikdy nepodařilo zrekonstruovat, ale výsledek byl, že 18. ledna 1878 krátce po jedné hodině v noci ležel Tierhier ve sklepě v bezvědomí s proraženou lebkou.
Přítomní ihned zavolali doktora Šíra, který rovněž bydlel v témže domě. Ten nechal ještě přivolat profesora Weisse. Ti mu poskytli pomoc a nechali ho odnést do jeho bytu k domácímu ošetřování. Konstatovali, že utrpěl smrtelné zranění s malou nadějí na uzdravení. O události jako první stručně informoval Politik v odpoledním vydání 18. ledna. O den později jí věnovaly mnoho prostoru jak české, tak cizí noviny. Skrejšovský jako hlavní podezřelý byl zatčen a umístěn do vazby, žádost o propuštění na kauci nebyla přijata.
Noviny v následujícím měsíci přinášely téměř denní zprávy o Tierhierově zdravotním stavu a různých podrobnostech tohoto skandálního případu. 19. ledna se jeho stav trochu zlepšil. 21. ledna uváděli lékaři, že následující noc rozhodne o jeho přežití; bylo také jmenováno nové vedení listu, které tvořili ředitel Václav Nedoma místo Skrejšovského a trojčlenný finanční výbor místo Tierhiera. 22. ledna se jeho stav dále lepšil, poznával lékaře, navštívil ho také Mikuláš Karlach a F. L. Rieger. Dva dny později bylo sice vše naopak — znovu upadl do bezvědomí a lékaři ztráceli naději, ale 26. ledna bylo zase o trochu lépe, i když ještě upadal do bezvědomí a nepoznával lidi kromě manželky, lékařů a dr. Riegra. 27. ledna už trochu jedl. 29. ledna došlo k výraznému zlepšení, už mluvil, měl chuť k jídlu, prognóza byla ale stále nejistá. O den později se již psalo o rozhodném obratu k lepšímu. Zajímavostí bylo, že o tomto případu přednášel také dr. Richter ve výmarském spolku lékařů.
Únor přinesl další zlepšení Tierhierova stavu, ale vyhráno ještě neměl. 1. února za ním přišla soudní komise, výslech ale ještě provést nemohla. Veškerá duševní činnost ho velmi unavovala, stále upadal do bezvědomí. Byl už ale schopen např. rozeznat čas na hodinách. Jenže došlo k další komplikaci — vážně onemocněla jeho dvouletá dcera a musela být odvezena do dětské nemocnice. Znamenalo to především velkou zátěž pro jeho manželku. Ta 8. února onemocněla na záškrt a jejich dcera na stejnou nemoc v nemocnici zemřela. Tierhierovi si museli zajistit pečovatelku a půlročního syna svěřit známým.
1. března byl Tierhier konečně vyslechnut, ale příliš si nepamatoval; 9. března byl výslech opakován. V polovině dubna už byl schopen chodit v doprovodu manželky a lékaře na procházky; v téže době byl Skrejšovský propuštěn na kauci. Krátce poté odjel Tierhier na ozdravný pobyt na Křivoklát, kde se již začal věnovat své práci — kreslil plán vily, kterou plánoval postavit v křivoklátských lesích. V druhé polovině července se vrátil do Prahy a podstoupil další výslech.
Mezitím vyplývaly na povrch další podrobnosti sporu. Podle zprávy v časopise Budivoj (z Českých Budějovic) propukl spor poté, co Skrejšovský vyvolal kampaň proti katolíkům, reprezentovaným časopisem Čech a Svatováclavskou záložnou. Jediným důvodem této kampaně bylo, že záložna odmítla dál financovat jeho aktivity, aby neohrozila vlastní vkladatele. Dalším důvodem rozporů byl Skrejšovského ostrý, agresivní tón, kdy např. napadal Moravany za vstup na Říšskou radu (což byl i názor dalších staročechů, ale formulovali ho diplomatičtěji) nebo vynucoval nákup losů za účelem stavby Národního divadla. Nakonec prodal dům s tiskárnou s možností zpětného odkupu po šesti letech, aby vyřešil své finanční problémy. Rieger měl navíc lepší politický program — např. budování školství a kultury, oproti Skrejšovského dobrodružným snahám a spoléhání se na Rusko, které stejně nepomůže.
Podle Skrejšovského bylo vše v pořádku, dokud Rieger nezačal zveřejňovat v Pokroku články proti němu a dokud Tierhier neudělal známý výstup v tiskárně. Podle něj také Riegrova skupina také špatně finančně hospodaří — zvýšila výdaje, ale probíhající exekuce nechala na něm. Své obsáhlé vyjádření doplnil i českým překladem inkriminovaného článku. Rieger naopak poukázal na to, že Skrejšovský je obětavý za cizí peníze, vypůjčené od vlasteneckých finančních institucí, které ale nesplácí. Smlouva s Tierhierem řešila jeho vážný finanční problém a byla uzavřena za podmínek pro něj velmi výhodných.

### Tierhierův pád před soudem
V říjnu 1878 proběhl soud se Skrejšovským pro zločin těžkého poškození na těle. Hlavní otázkou bylo, jak přesně došlo k Tierhierově pádu a jakou roli v tom měl Skrejšovský; problémem bylo, že samotný okamžik pádu nikdo spolehlivě neviděl. Tierhier uvedl, že v rozhodujícím okamžiku šel po schodech z 1. do 2. patra za Skrejšovským, který stál nahoře čelem k němu. Za ním stál na schodech sazeč Květoň. Najednou uslyšel bouchnutí dveřmi v 1. patře. Otočil se, ale v tom okamžiku dostal zezadu ránu a na víc si nepamatuje.
Skrejšovský tuto verzi popřel. Podle něj se proti němu Tierhier hnal se zaťatou pěstí, ale ztratil rovnováhu a spadl ze schodů. Skrejšovský se ho snažil ještě zachytit za kabát, ale ten se přetrhl. Vůči Tierhierovi necítil žádnou zášť, věděl, že byl k útoku pouze vyprovokován svými staročeskými kolegy. Zpochybňoval také Tierhierovu paměť: podle něj neříká to, co si v době činu zapamatoval, ale to, co si během léčení nechal vyprávět od manželky a návštěv. Ti mu také říkali různé fámy, které v té době kolovaly, Tierhier proto několikrát změnil výpověď a na jeho tvrzení se nelze spoléhat.
Sazeč Květoň, který stál na schodech za Tierhierem, potvrdil Skrejšovského verzi: Když uslyšel na chodbě hluk, vyšel ze sazárny a viděl, jak nad ním na schodech běží Tierhier proti Skrejšovskému s napřaženou pěstí, přitom ale náhle ztratil rovnováhu a přepadl přes zábradlí.
Soudní lékař Josef Maschka konstatoval, že rána na hlavě byla těžká, životu nebezpečná a s léčením delším než 30 dní. Byla způsobena tupým a hranatým předmětem, přičemž nelze určit, zda dopadl předmět na hlavu nebo hlava na předmět. Podle něj je nepravděpodobné, že by spadl během útoku, aniž by se ho někdo dotkl.
Stavební rada Haller (jako znalec) připustil, že Tierhier mohl přepadnout přes 95 cm vysoké zábradlí bez cizího zásahu. Vysvětlil i poškození zábradlí v 1. patře a u sklepa, ke kterému došlo Tierhierovým pádem, jehož směr se změnil poté, co ho Skrejšovský zachytil za kabát.
Hostinský Meninger dosvědčil, že Tierhier nebyl při odchodu z jeho vinárny opilý — vypil pouze 2 žejdlíky mělnického vína a 0,6 litru piva. K tomu si dal talíř polévky se svíčkovou, vše za 1 zlatý 82 krejcarů.
V průběhu vyšetřování se vyskytla i verze, že Tierhiera někdo udeřil tupým předmětem, nejspíše sázítkem. Do jisté míry ji podporovalo tvrzení soudního lékaře (zjistil zranění podobným objektem, i když nejspíš šlo o důsledek nárazu na zábradlí v 1. patře) i samotného Tierhiera (ucítil zezadu ránu), ale soudní komise takový nástroj nenašla a u soudu se s touto možností už nepočítalo.
Žalobce v závěrečné řeči uvedl, že Skrejšovský nechtěl Tierhiera zabít, ale v nepřátelském úmyslu ho udeřil, tím ho omráčil a způsobil jeho pád a životu nebezpečné zranění. Stopy po úderu nemusí být patrné. Skrejšovskému nic nehrozilo, nejde tudíž o sebeobranu. Skrejšovský na to odpověděl, že Tierhier si špatně pamatuje. Ránu mu nedal, protože to by viděl Květoň. Tierhier také možná pil víc než platil, popřípadě vypil další alkohol po cestě, protože mluvil nesouvisle a klopýtal. Skrejšovský za jeho úraz vinu necítí.
Soud po poradě vyhlásil rozsudek, podle nějž se Skrejšovský nedopustil zločinu, ale pouze přestupku proti tělesné bezpečnosti. Mohl předvídat následky svého činu a způsobená škoda je značná. Byl proto odsouzen na 4 měsíce vězení a náhradu škody. (Adolf Stránský, pozdější zakladatel Lidových novin, působil u tohoto procesu jako zapisovatel. Ve vzpomínkách z roku 1928 uvedl, že předseda senátu Jankovský, známý svými přísnými rozsudky, nabádal přísedící, aby Skrejšovského odsoudili za zločin. Ti však Jankovského, k jeho velké nelibosti, přehlasovali.)
Poté se Skrejšovský odvolal a nejvyšší soud ve Vídni ho v únoru 1879 osvobodil. Podle rozsudku spadl Tierhier náhodou nebo vlastní vinou a Skrejšovský jednal v sebeobraně, tudíž je nevinen a Tierhier nemá ani právo na odškodnění. Skrejšovský sice právně vyhrál, ale přišel mezitím o redakci, tiskárnu i dům. S prázdnýma rukama znovu začal vydávat noviny, nejprve v Praze, pak ve Vídni, ale úspěchu už nedosáhl.

### Další aktivity
Tierhierovy spory se Skrejšovským pokračovaly i na začátku 80. let. Například roku 1879 odpojil plynové vedení z bytu Skrejšovského, ale byl soudně přinucen ho nainstalovat zpět a vyplatit náhradu. Závažnější byly jeho spory o vlastnictví tiskárny a deníku Politik. Ty byly ukončeny 2. prosince 1882, kdy spolu Skrejšovský a Tierhier uzavřeli soudní smír. Podle něj byl Skrejšovskému vrácen movitý majetek z domu v Jindřišské ulici i vedení novin; samotný dům nebylo možné vrátit, protože propadl z důvodu nezaplacení daní. Na oplátku vyvázal Skrejšovský Tierhiera ze všech závazků, které vůči němu s ohledem na tento majetek měl a které si cenil na 235.559 zlatých. Skrejšovský se nicméně majetku neujal kvůli dalším soudním sporům a v říjnu následujícího roku zemřel.
Podle vzpomínek Josefa Holečka vedl ještě další soudní spory, tentokrát proti svým někdejším staročeským přátelům, ale všechny nakonec prohrál. Měl pocit, že ho vedení strany zneužilo v boji proti Skrejšovskému a pak ho ještě poškodilo hospodářsky. V říjnu 1883 byl společně s Holečkem a J. V. Fričem jedním z hrstky pražských politických představitelů, kteří doprovázeli Skrejšovského rakev k pohřbu do Trnovan, čímž symbolicky ukončil někdejší tragický spor.
Jinak se věnoval převážně stavbě domů (viz Dílo) a obchodům s nemovitostmi. Příliš aktivní nebyl, šlo mu jen o to, aby si zabezpečil klidné živobytí. Nedostatkem ale netrpěl.

### Závěr života
Zemřel 26. ledna 1908 v Praze na vleklý zánět ledvin a kornatění tepen. Pohřben byl na Olšanech, kde již dříve zakoupil hrobku. Nekrology v denním tisku neuváděly mnoho informací z jeho života, většinu prostoru věnovaly aféře z roku 1878. Na shromáždění ho připomenuli v pražské městské radě a ve Spolku architektů a inženýrů (za předsednictví Jana Kouly).

## Dílo
Jako stavitel a architekt byl autorem např. následujících staveb:
- Třípatrový obchodní dům čp. 777-II (Václavské náměstí 777/12, Praha 1-Nové Město). Vyrostl na místě někdejšího domu „u černého orla“.[55] Během bourání narazil architekt na mumifikovanou zdechlinu kočky se třemi koťaty a mramorovou desku s latinským nápisem.[56] Kočku společně s tlukátkem z tohoto domu pak věnoval následujícího roku do Muzea hl. m. Prahy.[57] Stavbu zadala majitelka Františka Peterková.[58]
- Čtyřpatrový dům čp. 801-I (U obecního dvora 801/6, Praha 1-Staré Město).[59] Roku 1895 ohledně této stavby vedl soudní spor s pražským magistrátem, týkající se závaznosti některých požadavků v souvislosti s probíhající asanací. Vídeňský správní soud mu dal částečně za pravdu.[60]
- Dům 1086-II[61] (Soukenická 1086/6, Praha 1-Nové Město), kde měl byt, kancelář[62] a přízemní prostory pronajímal jako restauraci.[61] (Roku 1895 tam byl vykraden,[62] později v tomto domě také zemřel.[2])
- Dům Ovenecká 101 (dnes Praha 7-Bubeneč)[63] na pozemku koupeném o dva roky dříve[64]
- Letohrádek „Villa Tekla“ na Křivoklátě. Navrhl jej v době rekonvalescence roku 1878[36] a v roce 1886 prodal.[65]

Jubilejní zemské výstavy roku 1891 se účastnil skvostným mramorovým modelem hrobky.
Byl rovněž autorem publikací:
- Historie opravy staroměstské mostecké věže v Praze (1878). Plánoval ji rozdávat hodnostářům u pomníku Karla IV., ale byla krátce předtím policejně zkonfiskována.[67] Jeden výtisk, bez uvedení autora, je uložen v Knihovně Národního muzea.[68]
- Stížnost (1893), rovněž uložená v Knihovně Národního muzea[69]

## Rodina
- Otec Petr Tierhier (1804-1873)[70] byl truhlář,[71] po roce 1863 veřejně činný jako obecní zastupitel.[72]
- Manželka Thekla (1854-??)[73] byla dcerou malíře Karla Svobody a vnučkou skladatele Aloise Jelena.[3] Za Tierhiera se provdala roku 1875.[3] V roce 1883 se s ním rozvedla, provdala se v Budapešti za chemika Milana Nevole (syna česko-srbského architekta Jana Nevole) a odstěhovala se do Dolného Kubína v Uhrách.[73]
- Měli dvě děti, dceru Annu (1876-1878) a syna Karla (1877-1880), žádné se ale nedožilo dospělosti.[73]